# Književnost u 1653.
◄◄ | ◄ | 1650. | 1651. | 1652. | 1653.  | 1654. | 1655. | 1656. | ► | ►►
Arhitektura • Astronomija • Glazba • Kazalište • Kemija • Kiparstvo • Knjige • Književnost • Kršćanstvo • Medicina • Politika • Pravo • Promet • Slikarstvo • Znanost
Književnost u 1653.

## Svijet

### Rođenja
- Philipp Jacob Spener

## Vanjske poveznice
|  | Zajednički poslužitelj ima još gradiva o temi Književnost u 1653. |